# 音井結衣
音井 結衣（おとい ゆい、2001年〈平成13年〉1月9日 - ）は、日本の女性アイドル、タレント。
女性アイドルグループ・SWEET STEADYのメンバー。アメリカ合衆国育ち、愛知県出身。アソビシステム所属。

## 略歴

### notallとして
明治大学在学中の2019年8月22日より、notallに加入し、アイドル活動を始める。2023年9月17日に同グループを卒業。
同年11月21日にアソビシステムへの所属及び、KAWAII LAB.MATESとしての活動を発表した。。

### SWEET STEADYとして
2024年1月23日に結成されたSWEET STEADYでは水色担当を務める。
ニックネームは「おゆい」で、自身のファンネームはうどん好きから「（おゆいの）おつゆ」としている。
バイリンガルであり、バイリンガルとアイドルを掛け合わせた「バイリンドル」として活躍している。